# Yakuake
Yakuake (Yet Another Kuake) — эмулятор терминала для среды KDE. Не входит в стандартный дистрибутив KDE.
При помощи Yakuake запуск операций выполняется быстрее, нежели запуск с помощью горячих клавиш, так как программа уже загружена в память. Дизайн программы был создан разработчиками, вдохновленными плавающей панелью из игры Quake, которая плавно выезжала сверху при нажатии клавиши и так же плавно скрывалась при повторном нажатии.
Yakuake поддерживает работу с вкладками и настройку внешнего вида. К примеру, можно настроить вид прозрачности окна.